# Sunethra Bandaranaike
Sunethra Bandaranaike est une philanthrope et ancienne femme politique sri lankaise. Elle est la fille aînée de l'ancien Premier ministre sri lankais Solomon Bandaranaike (1899-1959) et de Sirimavo Bandaranaike (1916-2000), et la sœur de l'ancienne présidente sri-lankaise Chandrika Kumaratunga (1945) et de l'ancien porte-parole Anura Bandaranaike (1949-2008),,. Elle a étudié au Somerville College (Oxford).